# أثب مصري
أثب مصري (الاسم العلمي: Eragrostis aegyptiaca) هي نوع نباتي يتبع جنس الأثب من الفصيلة النجيلية.